# Juan Carlos Cebrián

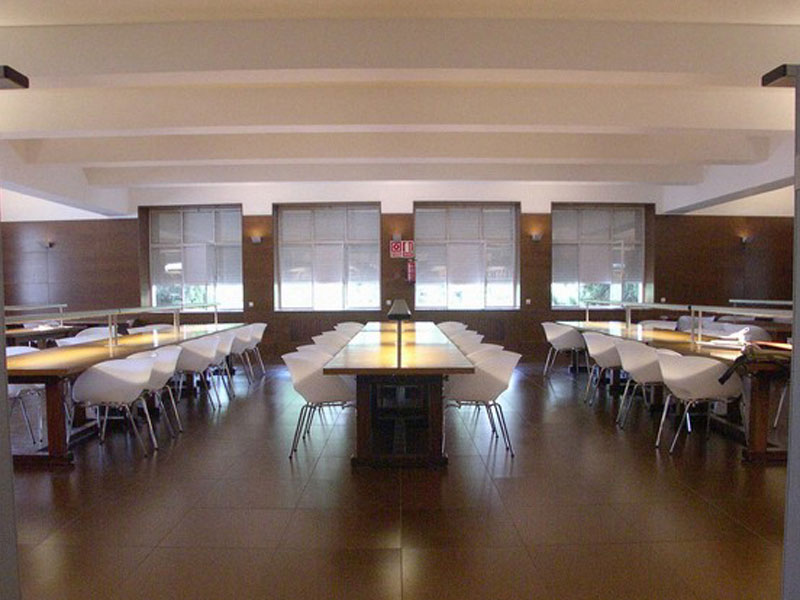
Biblioteca de la ETSAM, lugar donde puede consultarse parte del fondo bibliográfico de Cebrián.

Juan Carlos Cebrian (Madrid, 24 de agosto de 1848 - Madrid, 20 de febrero de 1935) fue un ingeniero y bibliófilo militar español. Juan Cebrián recopilará a lo largo de su vida muchos de los conocimientos constructvos de su época, recopilación que donará a la Escuela Técnica Superior de Arquitectura de Madrid y a la Biblioteca Histórica Marqués de Valdecilla de la Facultad de Bellas Artes tras su muerte. Este legado cubre desde el año 1903 hasta 1932.

## Biografía
Juan Carlos nace en el año 1848 en Madrid donde pasa gran parte de su infancia, ingresa en 1863 en la Academia de Ingenieros militares ubicada en Guadalajara. Terminó sus estudios en 1868 como teniente del Cuerpo de Ingenieros. En 1869 viaja a Estados Unidos y en un año de estancia se trasladará a San Francisco, California, para recibir como ingeniero la Dirección de Faros de la Costa del Pacífico. Desde 1871 a 1873 Cebrián se encargó del trazado de su extremo occidental de la Compañía del Ferrocarril Transcontinental del Norte del Pacífico (la denominada Northern Pacific Railroad Co.). 
Regresa de visita a España en 1903, y tras ese primer contacto comienza a realizar donaciones a los fondos bibliográficos las bibliotecas de las escuelas de Arquitectura y Bellas Artes de Madrid. En un primer envío coloca 700 volúmenes de su propia biblioteca. Las bibliotecas de Arquitectura y Bellas Artes se nutrían hasta la fecha de los tratados existentes en la Real Academia de Bellas Artes de San Fernando y las adquisiciones de bibliotecas particulares como la realizada al arquitecto Pedro Campo Redondo.  
El diario El Sol el 12 de diciembre de 1924 le dedicó un editorial, Españoles meritorios, en reconocimiento a las donaciones realizadas a varias bibliotecas, en especial a la de Arquitectura que había recibido fondos que en ese momento superaban un valor de quinientas mil pesetas.